# Rotes Straußgras
Das Rote Straußgras (Agrostis capillaris), auch Rot-Straußgras genannt, ist eine Pflanzenart aus der Gattung Straußgräser (Agrostis) innerhalb der Familie der Süßgräser (Poaceae).

## Beschreibung

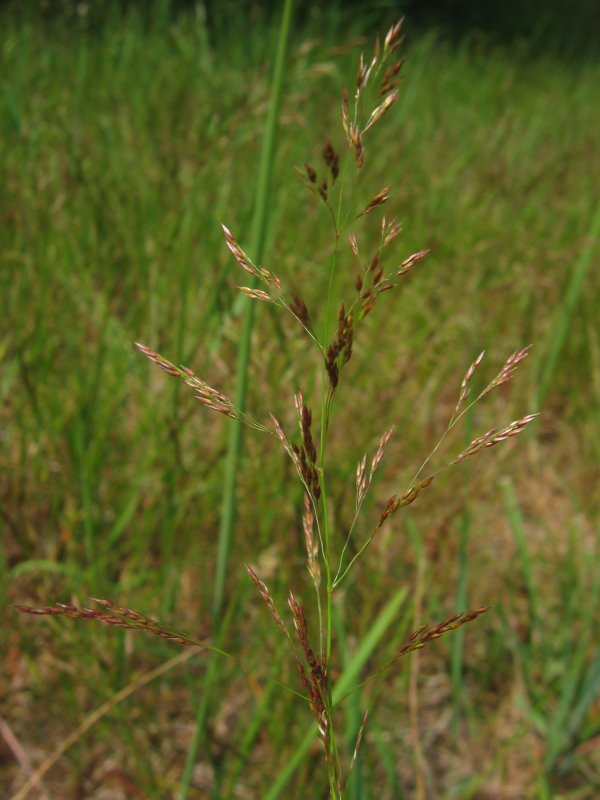

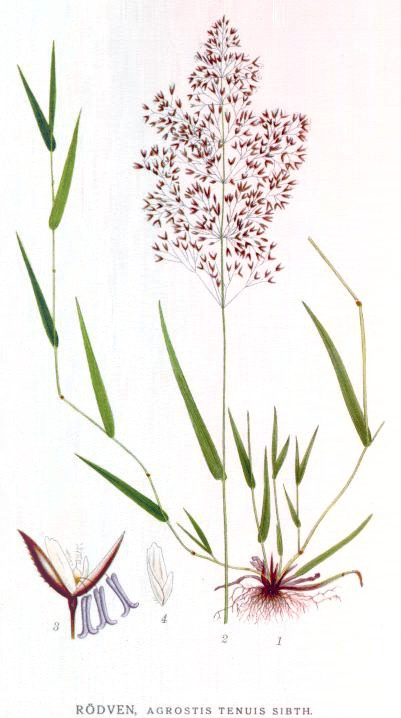
Illustration

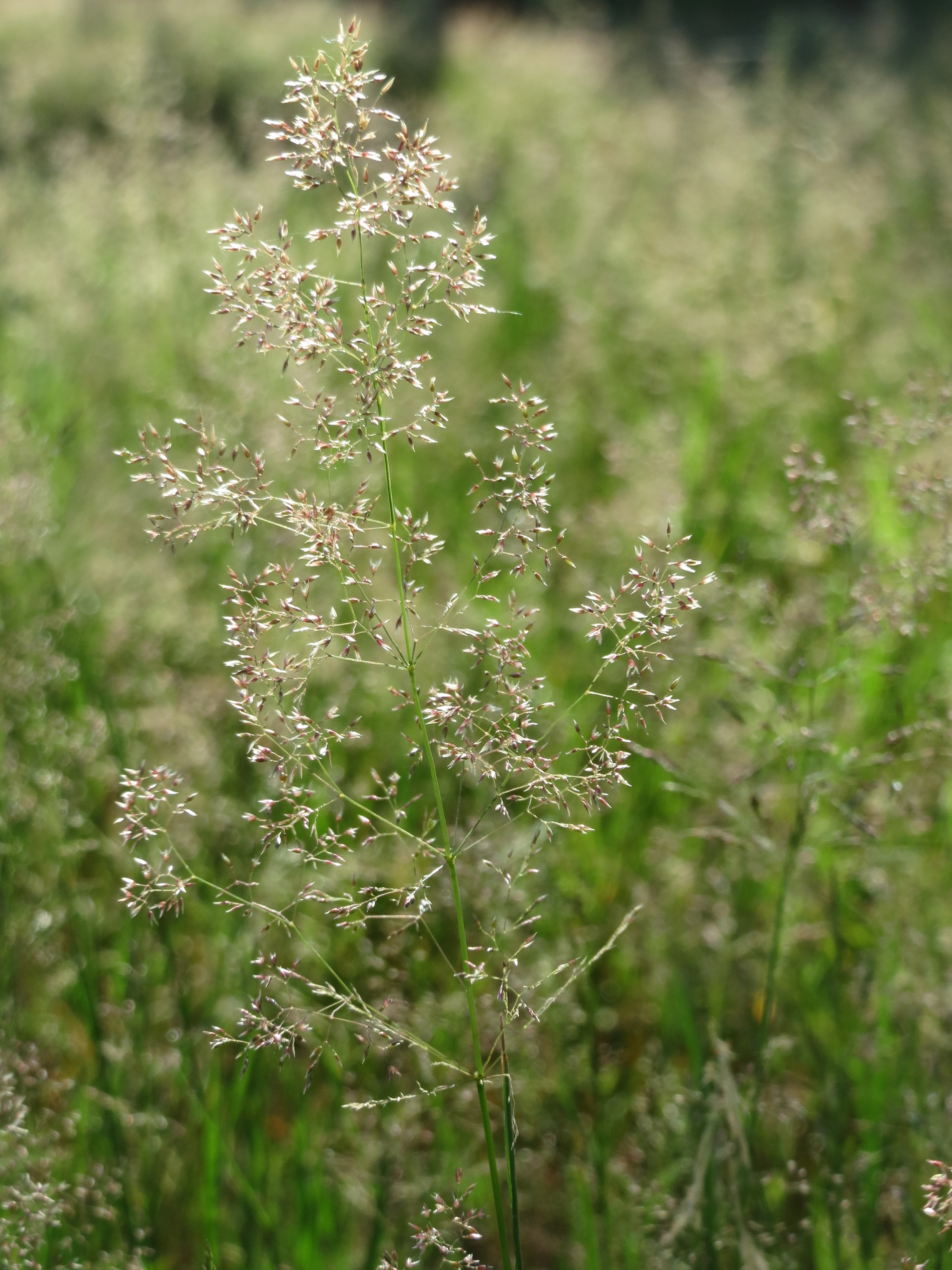
Blütenstand

Ährchen

### Vegetative Merkmale
Das Rote Straußgras ist eine ausdauernde krautige Pflanze und erreicht Wuchshöhen von 20 bis 60 Zentimetern. Es bildet kurze, unterirdische  Ausläufer aus und wächst daher locker oder dicht horstartig. Die Halme sind mit Zwei bis fünf kahlen Knoten gegliedert.
Ihre flachen 0,2 bis 5 Millimeter breiten und 2 bis 16 Zentimeter langen Laubblätter sind grün, oberseits gerieft und unterseits matt. Die Blattspreiten sind allseits kahl. Jüngste Laubblätter erscheinen beim Aufschneiden im Querschnitt gerollt. Die Blattscheiden sind glatt und kahl. Das Blatthäutchen ist nur bis zu 1,2 Millimeter lang.

### Generative Merkmale
Die Blütezeit liegt im Juni und Juli bis August. Der rispige Blütenstand ist locker. Die Rispe ist 4 bis 12 (bis 20) Zentimeter lang, bis 10 Zentimeter breit und auch nach der Anthese noch weit ausgebreitet. Die 2 bis 3,5 Millimeter langen Ährchen sind einblütig, rotviolett gefärbt, besitzen keine Granne, erscheinen seitlich zusammengedrückt und besitzen mehr oder weniger deutlich gekielte Spelzen. Die Ährchenstiele sind 1 bis 3 Millimeter lang und am oberen Ende schwach keulenförmig verdickt. Jedes Ährchen hat zwei untereinander fast gleiche Hüllspelzen, die 2 bis 3,5 Millimeter lang sind. Die Deckspelze ist 1,5 bis 2,3 Millimeter lang und meist unbegrannt oder in der unteren Hälfte mit einer kurzen Rückengranne. Die Vorspelze ist zweinervig, weißlich-durchsichtig und wie die anderen Spelzen kahl. Die Staubbeutel sind 1 bis 1,5 Millimeter lang.
Die Chromosomenzahl beträgt 2n = 28.

## Ökologie
Das Rote Straußgras ist ein Hemikryptophyt und ein Horstgras mit kurzen unterirdischen Ausläufern. Die vegetative Vermehrung erfolgt durch Ausläufer. Es wurzelt bis 50 Zentimeter tief. Es gibt bei dieser Art auch genetisch fixierte Populationen, die Blei, Kupfer, Zink oder Nickel im Boden vertragen.
Die Bestäubung erfolgt durch den Wind (Anemophilie). Der Pollen wird nachmittags freigegeben, wodurch eine Bastardierung mit anderen Agrostis-Arten eingeschränkt wird, die morgens den Pollen entlassen. Das Rote Straußgras ist ein Erreger von Heuschnupfen.
Die Karyopsen dieser Art werden Spelzfrüchte genannt, weil sie von Spelzen eingehüllt werden. Das ermöglicht ihre Windausbreitung (Anemochorie) als Ballonflieger und die Schwimmausbreitung als Regenschwemmling. Fruchtreife ist von Juli bis September. Die Karyopsen sind langlebige Lichtkeimer.

## Vorkommen
Das Rote Straußgras ist in weiten Teilen Europas sowie in großen Teilen Asiens verbreitet. In Japan, Australien, in Nord- und Südamerika ist das Rote Straußgras ein Neophyt. In Marokko und Tunesien sind die Vorkommen zweifelhaft. Es ist in ganz Deutschland weit verbreitet. Man kann es auch in den übrigen Teilen Europas antreffen, genauso wie von Westasien bis China. In Australien, Nord- und Südamerika gilt es als Neophyt.
Das Rote Straußgras kommt auf Sand- und Silikattrockenrasen, in Heidelandschaften, in lichten Eichen- und Kiefernwäldern und an trockenen Ruderalstellen vor. Es gedeiht auf mäßig trockenen bis frischen, mäßig nährstoffreichen, kalkarmen, mäßig sauren, rohen oder humosen Lehm, auch Sand- oder Steingrusböden.  Es kommt vor in Pflanzengesellschaften der Klassen Nardo-Callunetea, Sedo-Scleranthetea, Epilobietea angustifolii oder magerer Gesellschaften der Ordnung Arrhenatheretalia. Im Pitztal in Tirol erreicht das Rote Straußgras 2530 Meter, im Kanton Wallis am Großen St. Bernhard 2450 Meter.
Die ökologischen Zeigerwerte nach Landolt et al. 2010 sind in der Schweiz: Feuchtezahl F = 2+w (frisch aber mäßig wechselnd), Lichtzahl L = 3 (halbschattig), Reaktionszahl R = 2 (sauer), Temperaturzahl T = 3 (montan), Nährstoffzahl N = 2 (nährstoffarm), Kontinentalitätszahl K = 3 (subozeanisch bis subkontinental), Salztoleranz = 1 (tolerant).

## Taxonomie und Systematik
Die Erstveröffentlichung erfolgte 1753 durch Carl von Linné in Species Plantarum, Band 1, S. 62 als Agrostis capillaris. Synonyme für Agrostis capillaris L. sind: Agrostis tenuis Sibth., Agrostis vulgaris With. Das Artepitheton capillaris bedeutet „fein, oder haarförmig“.
Agrostis capillaris ist sehr formenreich. Die in vielen Büchern genannten Unterarten haben aber keinen systematischen Wert, da es fließende Übergänge zwischen den einzelnen Populationen gibt. Es entwickelt sehr verschiedene morphologisch und physiologisch verschiedene Populationen auch auf kleinem Raum, die aber taxonomisch nicht getrennt werden können.
Nach Euro+Med können folgende Unterarten unterschieden werden:
- Agrostis capillaris L. subsp. capillaris
- Agrostis capillaris subsp. oreophila (O. Schwarz) Soják: Sie kommt in Frankreich, Deutschland, Österreich, Slowakei und in Rumänien vor.[6]
- Agrostis capillaris subsp. repens (Schur) Soják: Sie kommt in Deutschland, Tschechien und in der Slowakei vor.[6]

## Nutzung
Das Rote Straußgras findet Verwendung als Futter- und Zierrasengras vor allem im Alpenbereich, weil es recht anspruchslos ist.

## Trivialnamen
Als Trivialnamen sind oder waren, zum Teil auch nur regional, auch die Bezeichnungen: Ackerschmiede (Eifel) und Benthalm (Holstein) gebräuchlich.